# Chloroclystis pelopsaria
Chloroclystis pelopsaria är en fjärilsart som beskrevs av Walker 1866. Chloroclystis pelopsaria ingår i släktet Chloroclystis och familjen mätare. Inga underarter finns listade i Catalogue of Life.